# Indépendance de la Finlande

Hyökkäys, en L'attaque, un tableau d'Edvard Isto, peint en 1899, représentant la jeune fille finlandaise, tenant un livre de loi, agressée par l'aigle russe lors de la campagne de russification.

L’indépendance de la Finlande fut déclarée le 6 décembre 1917. Elle se produit peu après la révolution d'Octobre, qui porte les bolcheviks au pouvoir en Russie. La déclaration formelle d'indépendance n'est qu'une partie du long processus menant à l'indépendance de la Finlande, qui se considère souveraine et indépendante de la Russie, rompant ainsi avec les obligations liées à son statut de Grand-duché de Finlande.

## Les promesses de l'impératrice Élisabeth (1742)

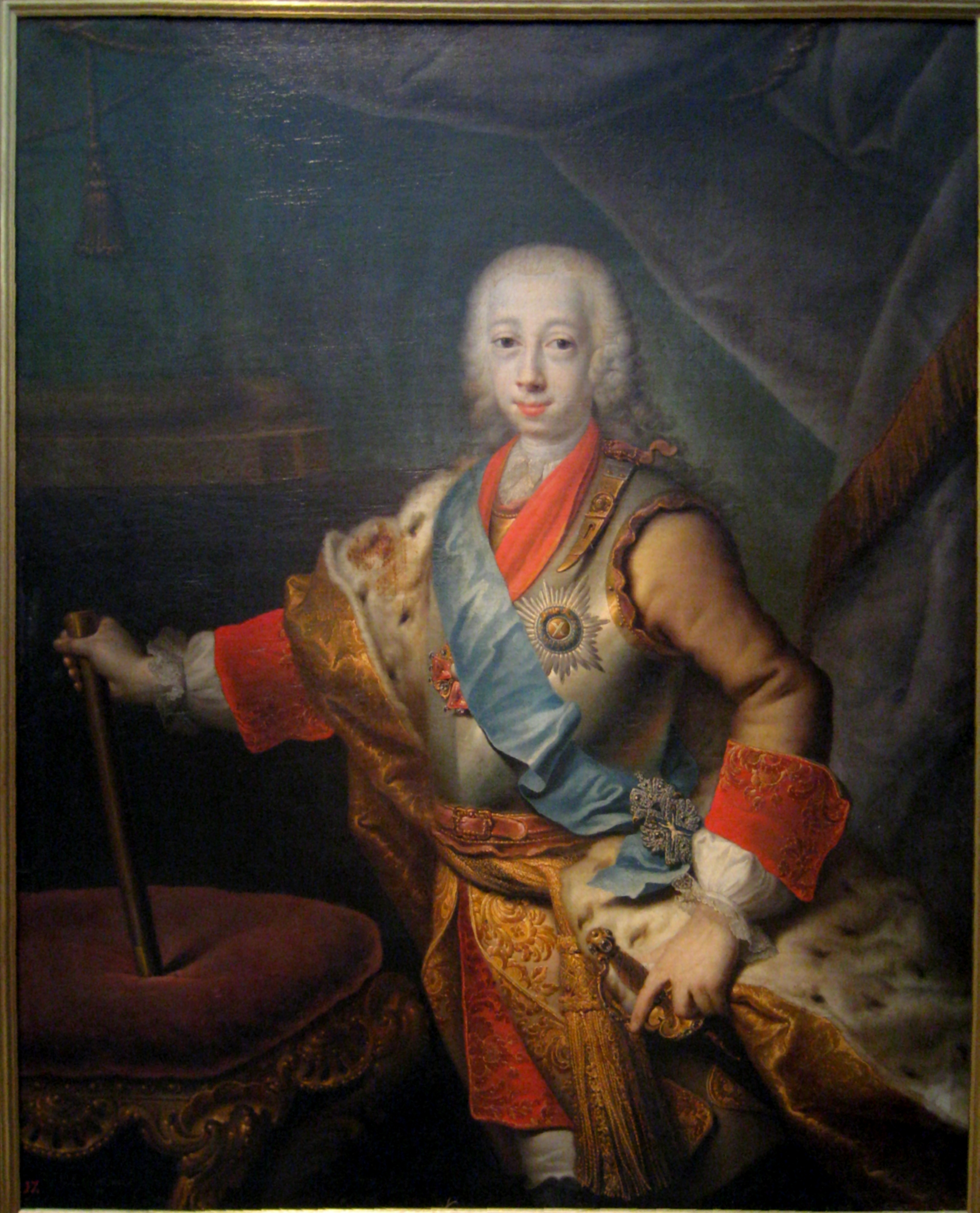
Karl Peter Ulrich de Holstein-Gottorp choisi par la Finlande pour être le roi, en 1742.

Le sujet d'une Finlande indépendante est évoqué, pour la première fois, au XVIIe siècle, quand la Finlande actuelle est encore gouvernée par la Suède. Après l'occupation russe, durant la guerre russo-suédoise de 1741-1743, l'impératrice de Russie Élisabeth Ire fait de vagues promesses pour rendre le pays indépendant.
Cela conduit à des préparatifs pour créer un Royaume de Finlande, en 1742. Les Finlandais élisent alors le duc Pierre de Holstein-Gottorp, qui deviendra plus tard l'héritier du trône de Russie et le tsar sous le nom de Pierre III, en tant que roi de Finlande. Cependant, la situation politique fait échouer l'idée de l'indépendance finlandaise et le Royaume de Finlande ne voit pas le jour.

## Naissance d'une nation
Avant qu'une nation déclare son indépendance, elle doit développer une identité nationale mais également certaines institutions. Les organes gouvernementaux de la Finlande sont développés après 1809, quand elle s'est « élevée comme une nation parmi les nations », comme l'affirme le tsar Alexandre Ier, en devenant un grand-duché autonome subordonné au tsar russe. La Diète de Finlande se réunit régulièrement depuis 1863. En 1906, le Parlement de Finlande est créé, monocaméral et élu au suffrage universel, y compris par les femmes.
L'identité nationale se développe en même temps que le nationalisme paneuropéen. Johan Ludvig Runeberg et Elias Lönnrot créent une image idéalisée du peuple finlandais et de la nature finlandaise, au cours des années 1830 et 1840. De même Johan Vilhelm Snellman est une personne centrale du romantisme national et du débat moderne de nationalité. Il encourage l'utilisation de la langue finnoise, au lieu du suédois, parmi les classes éduquées.
En 1901, la Russie tente de modifier la nature de l'armée finlandaise, avec la nouvelle loi sur la conscription, qui exige des Finlandais non seulement de défendre la Finlande, mais aussi de se battre pour la Russie sur tous les fronts. La résistance finlandaise se transforme en un mouvement de masse, et seule la moitié des hommes éligibles se présentent.
La deuxième période de russification de la Finlande et la Première Guerre mondiale réunissent différents groupes d'activistes. Le mouvement des Jägers finlandais envoie en Allemagne les premiers 200 volontaires, puis 1 900 autres, pour qu'ils soient formés en tant que Jägers (infanterie légère d'élite), pour la résistance armée.

## Discussions de 1917

### La révolution russe
En 1917, la révolution de Février et celle d'Octobre parviennent à enflammer les espoirs du Grand-Duché de Finlande. Après l'abdication du grand-duc de Finlande Nicolas II, le 2 mars 1917, l'union personnelle entre la Russie et la Finlande perd sa base légale, tout du moins selon le point de vue d'Helsinki. Des négociations sont entamées entre le gouvernement provisoire russe et les autorités finlandaises.

### Valtalaki
La proposition qui en résulte, approuvée par le gouvernement provisoire russe, est profondément réécrite au Parlement finlandais et transformée en loi dite Loi de puissance (en finnois : Valtalaki), par laquelle le Parlement déclare détenir désormais tous les pouvoirs de la législation, sauf en ce qui concerne la politique étrangère et les questions militaires mais aussi qu'il ne pourrait être dissout que par lui-même. Au moment du vote, tous pensaient que le gouvernement provisoire serait rapidement vaincu par la rébellion à Saint-Pétersbourg. Cependant, le gouvernement provisoire survit, il désapprouve la loi de puissance et dissout le Parlement.
Après de nouvelles élections et la défaite finale du gouvernement provisoire lors de la révolution d'Octobre, le Parlement finlandais décide de créer un conseil de régence de trois personnes, basé sur la Constitution finlandaise, et plus précisément sur l'article 38 de l'ancienne Constitution suédoise de 1772 (en), qui avait été promulguée après le coup d'État de Gustave III de Suède. Ce paragraphe prévoit l'élection d'un nouveau monarque en cas d'extinction de la ligne royale et est interprété, en Finlande, comme conférant la souveraineté aux États, puis au Parlement, dans un tel interrègne. Le conseil de régence n'a toutefois jamais été élu en raison de la forte opposition des socialistes finlandais et de leur grève générale qui exigeait une action plus radicale.
Le 2 novembre 1917, les bolcheviks déclarent les « droits des peuples de Russie », dont le droit général d'autodétermination, mais également le droit de sécession complète et de constitution en État indépendant. Le même jour, le Parlement finlandais publie une déclaration par laquelle il assume, pro tempore, tous les pouvoirs du souverain en Finlande.
L'ancienne forme de Gouvernement n'est plus jugée adaptée. Les cercles dirigeants ont longtemps tenu le monarchisme et la noblesse héréditaire comme dépassés, ils préconisent une constitution républicaine pour la Finlande.

## La déclaration du 15 novembre

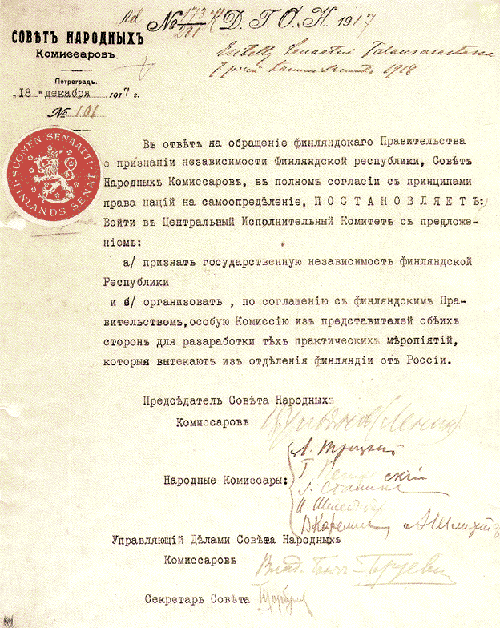
La décision des Commissaires du peuple qui reconnait l'indépendance de la Finlande (18 décembre 1917).

Pehr Evind Svinhufvud forme un gouvernement, également appelé Sénat, qui commence son activité le 27 mars 1917. Son but est de mettre en place l'indépendance dès que possible. Le Sénat revient au Parlement avec une déclaration d'indépendance et une proposition de nouvelle organisation de gouvernement républicain, le 4 décembre 1917. Techniquement, la déclaration d'indépendance prend la forme d'un préambule de la proposition et doit être approuvée par le Parlement. Celui-ci adopte la déclaration le 6 décembre 1917.
Cette déclaration affirme :

« Le peuple de Finlande a, par cet acte, pris son destin entre ses mains ; un acte à la fois justifié et exigé par les présentes circonstances. Le peuple de Finlande ressent profondément qu'il ne peut remplir son devoir national et international sans une souveraineté totale. Le désir séculaire de liberté demande aujourd'hui à être comblé ; le peuple de Finlande s'avance comme une nation libre parmi les autres nations du monde.

(...) Le peuple de Finlande ose attendre, avec confiance, que les autres nations du monde reconnaissent, qu'en possession de sa totale indépendance et liberté, le peuple de Finlande fera de son mieux pour atteindre son objectif qui est de se gagner une place au sein des peuples civilisés. »

Image de la déclaration d'indépendance, en suédois, avec la signature des sénateurs
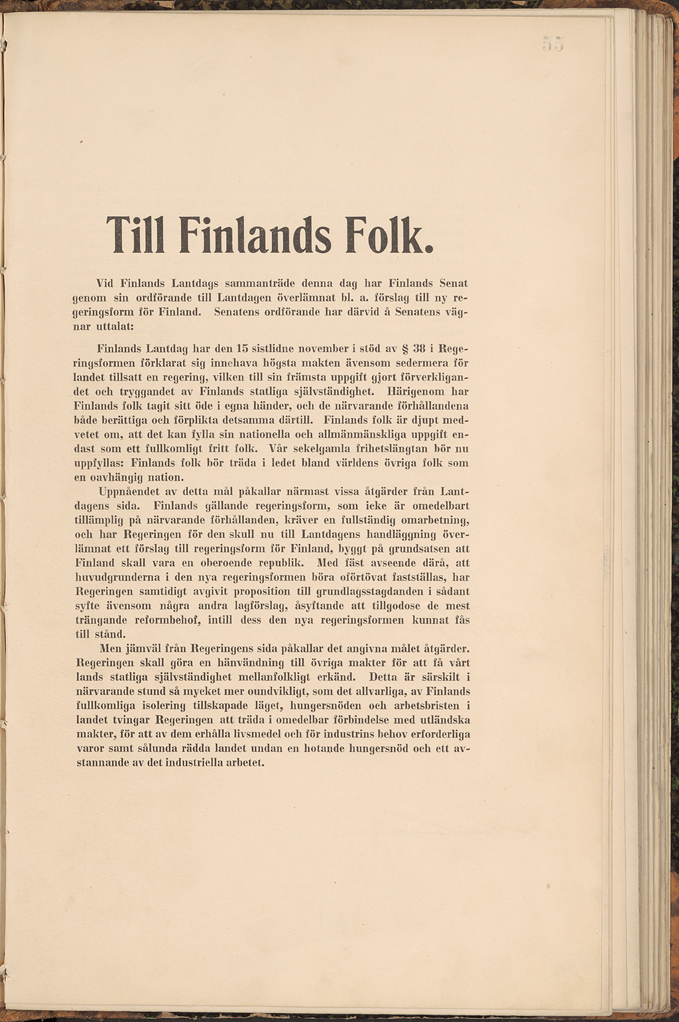
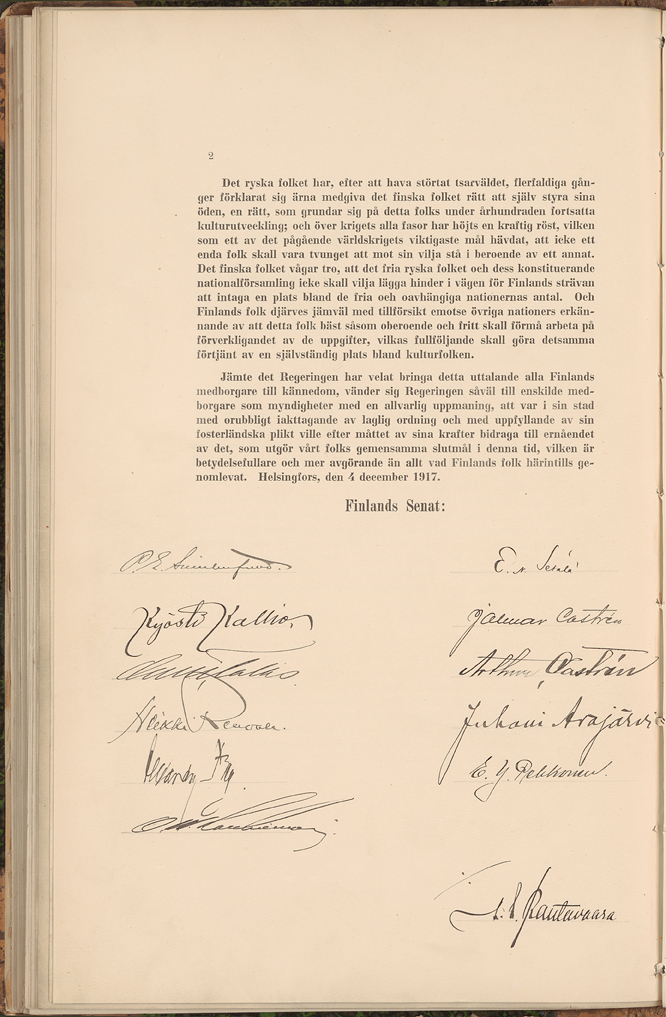

## Reconnaissance internationale
Pehr Evind Svinhufvud demande immédiatement à la Suède, la Norvège, le Danemark, l'Allemagne et la France de reconnaître l'indépendance de la Finlande. Toutefois, l'Occident déclare qu'ils attendraient que l'ancien dirigeant, en l’occurrence la Russie, ait reconnu la déclaration. Ils invitent Pehr Evind Svinhufvud à parler au gouvernement bolchevik, dirigé par Lénine. Pehr Evind Svinhufvud hésite à le faire, car il ne veut pas reconnaître les bolcheviks en tant que dirigeants légaux de la Russie. Par ailleurs, il pense que le gouvernement bolchevique tomberait probablement rapidement. Le parlement décide donc de demander la reconnaissance à l'Assemblée constituante russe. L'Allemagne, qui se trouve au milieu des négociations de paix avec la Russie soviétique, encourage vivement les Finlandais à s'entretenir avec Lénine et le Conseil des commissaires du peuple. Pehr Evind Svinhufvud suit leur conseil, car la Finlande veut aussi la reconnaissance de l'Allemagne, le plus tôt possible.
Le 18 décembre 1917, le gouvernement russe soviétique décrète l'indépendance de la Finlande et le 4 janvier 1918 celle-ci est approuvée par le plus haut organe exécutif soviétique, le Comité exécutif central panrusse (en)

## Pays ayant reconnu l'indépendance de la Finlande à la fin des années 1910

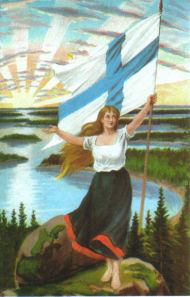
La jeune fille finlandaise figure allégorique nationale de la Finlande.

| Pays              | Date             |
| ----------------- | ---------------- |
| RSFS de Russie    | 4 janvier 1918   |
| France            | 4 janvier 1918   |
| Suède             | 4 janvier 1918   |
| Empire allemand   | 4 janvier 1918   |
| Royaume de Grèce  | 5 janvier 1918   |
| Norvège           | 10 janvier 1918  |
| Danemark          | 10 janvier 1918  |
| Suisse            | 11 janvier 1918  |
| Autriche-Hongrie  | 13 janvier 1918  |
| Pays-Bas          | 28 janvier 1918  |
| Royaume d'Espagne | 21 février 1918  |
| Empire ottoman    | 21 février 1918  |
| Bulgarie          | 27 février 1918  |
| Argentine         | 11 mai 1918      |
| Perse             | 23 juillet 1918  |
| Siam              | 9 octobre 1918   |
| Pologne           | 8 mars 1919      |
| Royaume-Uni       | 6 mai 1919       |
| États-Unis        | 7 mai 1919       |
| Empire du Japon   | 23 mai 1919      |
| Belgique          | 10 juin 1919     |
| Chili             | 17 juin 1919     |
| Pérou             | 23 juin 1919     |
| Royaume d'Italie  | 27 juin 1919     |
| Uruguay           | 18 août 1919     |
| Liechtenstein     | 27 octobre 1919  |
| Portugal          | 19 décembre 1919 |
| Brésil            | 26 décembre 1919 |
| Colombie          | 31 décembre 1919 |

## Source de la traduction et crédit d'auteur
- (en) Cet article est partiellement ou en totalité issu de l’article de Wikipédia en anglais intitulé « Independence of Finland » (voir la liste des auteurs).

- Cet article est partiellement ou en totalité issu de l'article intitulé « Déclaration d'indépendance finlandaise » (voir la liste des auteurs).